# Chiesa di Santa Monica (Ferrara)
La chiesa di Santa Monica è un luogo di culto a Ferrara, in via Montebello.

## Storia

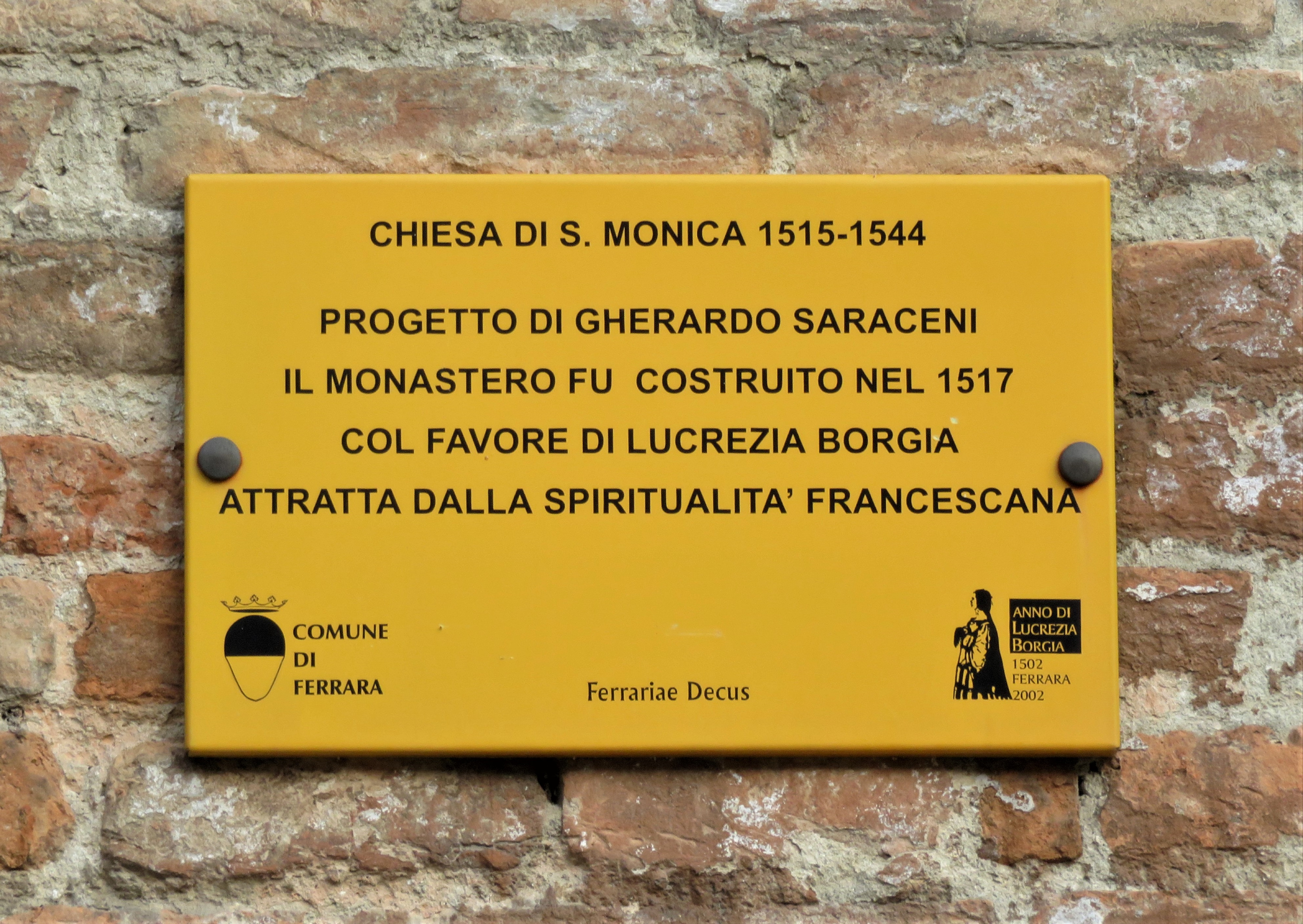
Targa della Ferrariae Decus posta sulla facciata della chiesa nel 2002 in occasione della celebrazione dellAnno di Lucrezia Borgia

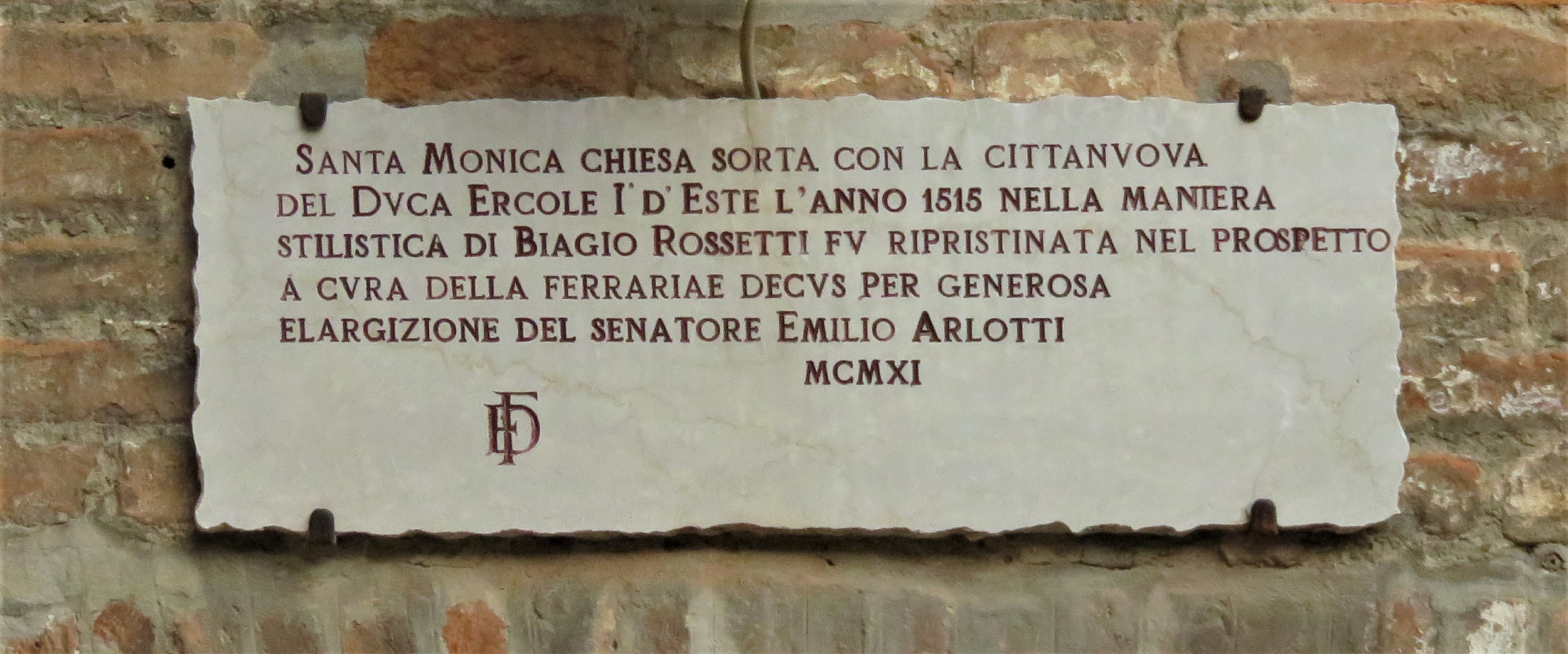
Epigrafe su una porta secondaria della chiesa posta nel 1911

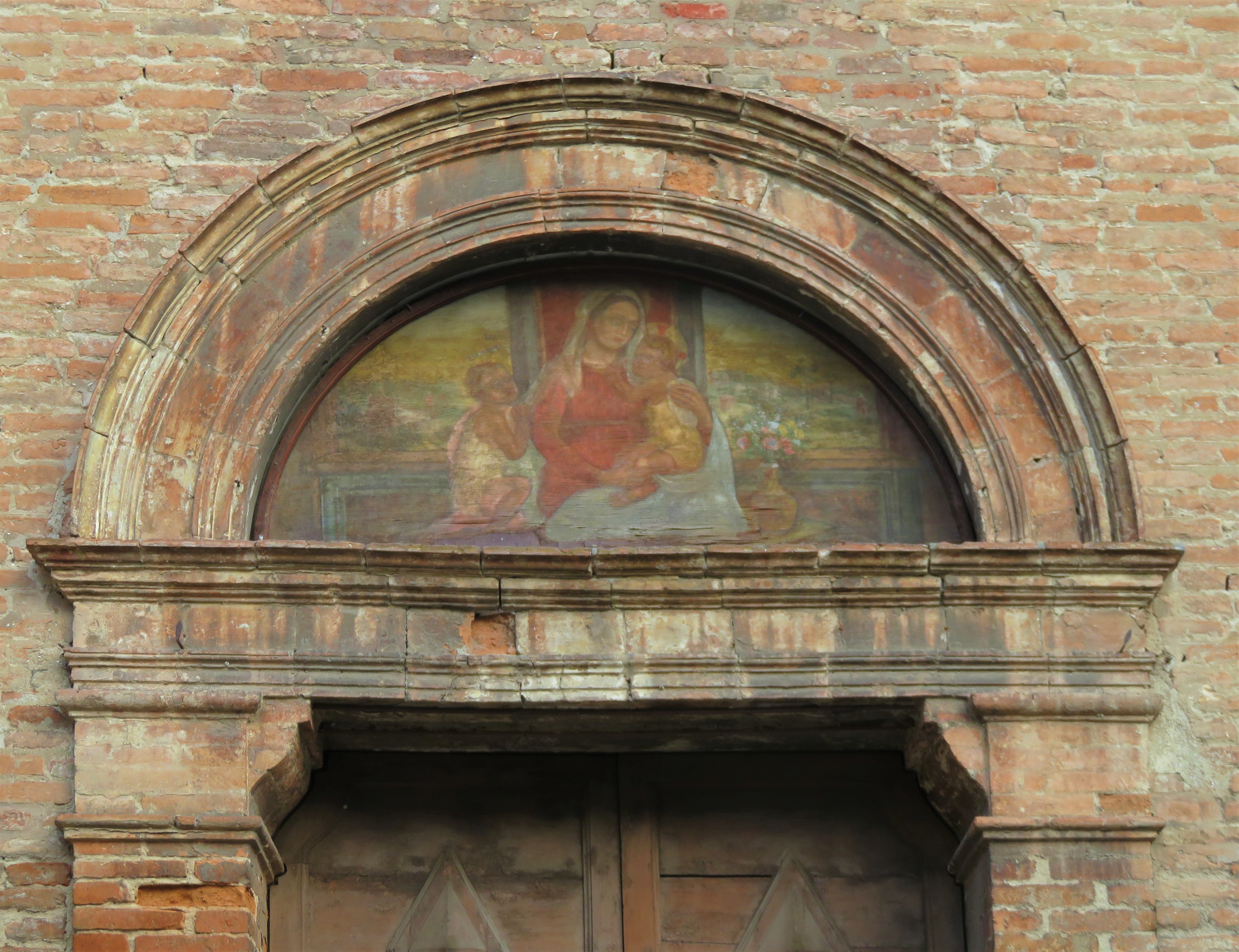
Lunetta sulla facciata della chiesa come appariva nel 2017

La chiesa venne fondata nel 1515 da alcune monache che si erano staccate dal convento di Sant'Agostino dopo discordie ed episodi controversi. Il monastero fu edificato solo due anni dopo. Con l'intervento delle corte estense e la conseguente protezione del duca Alfonso I d'Este e della consorte Lucrezia Borgia, i lavori iniziarono il 2 luglio 1515 su un terreno contiguo al convento dei frati di Santo Spirito. La chiesa fu consacrata dal vescovo di Comacchio Gillino Gillini il 13 luglio 1544. Nel 1796, in seguito alle soppressioni napoleoniche, il complesso fu chiuso e divenne di proprietà privata. Nel 1815 fu affittato ad alcune monache, che dovettero abbandonarlo poco dopo poiché espropriato dal Comune, ma nel 1869 poterono farvi ritorno. Nel 1950 le monache carmelitane hanno lasciato definitivamente il convento.

## Descrizione
Il luogo di culto, che versa in cattivo stato di conservazione, si trova in via Montebello preceduto da un ampio sagrato. La facciata neoclassica, in cotto ferrarese a vista, si presenta con un portale d'ingresso architravato e sormontato da una lunetta. Ai lati vi sono due alte finestre con arco a tutto sesto e sopra il portale, in asse, si trova il grande oculo. Di particolare valore storico ed artistico conservava il dipinto su tavola di Cosmè Tura raffigurante San Nicola di Bari che è stato trasferito al musée des beaux-arts di Nantes mentre nella lunetta sopra il portale della facciata in origine stava l'affresco raffigurante la Madonna con il Bambino attribuita a Benvenuto Tisi da Garofalo. Tale affresco, esposto agli agenti atmosferici, venne ripetutamente restaurato sino a modificarne lentamente l'aspetto originale sin quando nel 1940 il pittore ferrarese Mario Capuzzo sostituì completamente l'affresco con una sua opera. Questa a sua volta si rovinò col tempo sino a richiedere altri interventi di restauro.